# SpaceX Crew-3
SpaceX Crew-3 war der fünfte bemannte Flug eines US-amerikanischen Crew-Dragon-Raumschiffs und der vierte zur Internationalen Raumstation ISS. Die Crew-3-Mission startete am 11. November 2021 vom Kennedy Space Center und brachte vier Astronauten für einen Langzeiteinsatz zur ISS. Sie trafen dort während der ISS-Expedition 65 ein, nahmen anschließend an der ISS-Expedition 66 und an der ISS-Expedition 67 teil. Ein Rückkehrzeitpunkt wurde zunächst nicht festgelegt. Das Raumschiff kehrte am 6. Mai 2022 sicher zur Erde zurück und wasserte im Golf von Mexiko vor der Küste Floridas.

## Besatzung
Die ersten drei von vier Besatzungsmitgliedern wurden am 14. Dezember 2020 offiziell bekanntgegeben, mit Kayla Barron wurde die Mannschaft im Mai 2021 komplettiert: Maurers Mission wird von der ESA auch Cosmic Kiss genannt.
- Raja Chari, Kommandant (1. Raumflug, USA/NASA)
- Thomas Marshburn, Pilot (3. Raumflug, USA/NASA)
- Matthias Maurer, Missionsspezialist (1. Raumflug, Deutschland/ESA)
- Kayla Barron, Missionsspezialistin (1. Raumflug, USA/NASA)